# 田中伸男
田中 伸男（たなか のぶお、1950年3月3日 - ）は、日本の元経産官僚、前国際エネルギー機関（IEA）事務局長。2011年9月からは財団法人日本エネルギー経済研究所特別顧問を、2013年からは帝人株式会社監査役を、2015年からは千代田化工建設株式会社取締役、公益財団法人笹川平和財団理事長を務める。神奈川県出身。瑞宝重光章受章。

## 略歴
神奈川県出身。1972年に東京大学経済学部経済学科を卒業後、1973年に通商産業省（当時）入省し、繊維雑貨局繊維雑貨政策課事務官に着任。大学在学中の1971年AIESEC日本委員会事務局長を務めた。1975年から通商産業大臣官房秘書課通商産業大臣付主任、1979年にアメリカ合衆国・ケース・ウェスタン・リザーブ大学でMBA（経営学修士）を取得し、留学期間中に知り合った日系メキシコ人と結婚している。同年の第2次オイルショックでは天谷直弘通産審議官の側近として対応にあたった。1980年から通商産業省産業政策局商政課総括班長。その後、1982年から在ワシントンの外務省在アメリカ合衆国日本国大使館で経済担当二等書記官を務めて貿易摩擦問題などに取り組んだ。1985年通商産業省機械情報産業局総務課総括班長、1986年通商産業大臣官房秘書課課長補佐、1987年通商産業省大臣官房総務課企画調査官、通商産業省資源エネルギー庁長官官房原子力産業課国際原子力企画官。
1989年よりOECDに科学技術工業局次長として出向し、1992年に局長としては史上最年少の42歳で科学技術工業局長に就任。1995年に通商産業省に復帰し、通商政策局産業資金課長に就任。1997年から通商産業省通商政策局総務課長、1998年から外務省在アメリカ合衆国日本国大使館公使、2000年から通商産業省通商産業研究所副所長、2001年から独立行政法人経済産業研究所副所長・上席研究員、2002年から経済産業省通商政策局通商機構部長、2004年からOECD科学技術産業局長を務めたのち、2007年9月国際エネルギー機関（IEA）事務局長に就任した。欧州出身者以外で同職に就くのは田中が初である。
2011年8月に事務局長を退任し、9月1日からは日本エネルギー経済研究所特別顧問（非常勤）を、2013年4月からは帝人株式会社監査役を、2015年からは千代田化工建設株式会社取締役、公益財団法人笹川平和財団理事長を務める。なお後任のIEA事務局長にはオランダの前経済相マリア・ファン・デル・フーフェン（Maria van der Hoeven）が就任した。東京大学公共政策大学院連携研究部教授、一般社団法人日本原子力産業協会理事なども務める。
2021年、瑞宝重光章受章。